# Astatotilapia

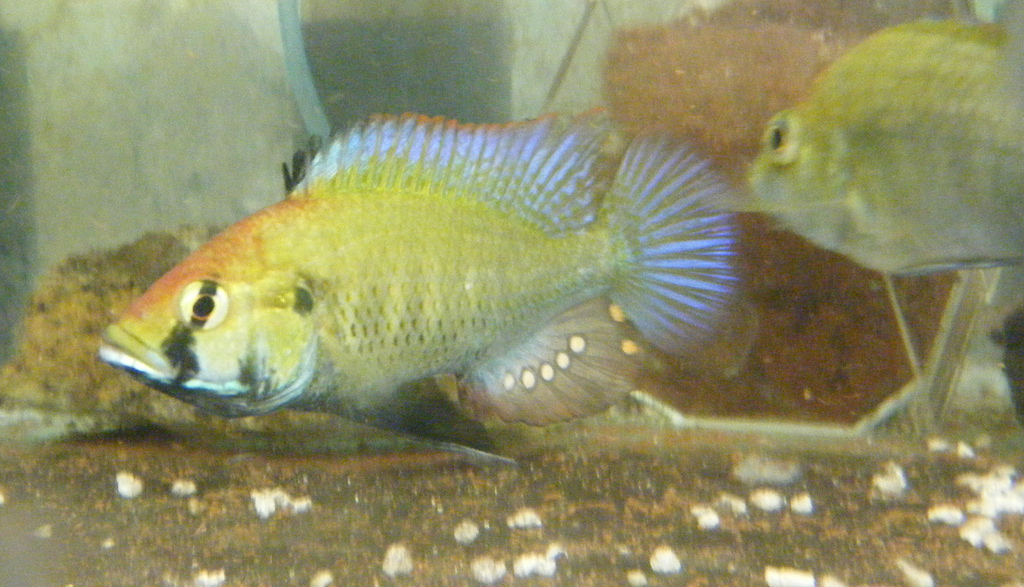
Mascle i femella dAstatotilapia sp. "Chilingali" fent el ritual d'aparellament.

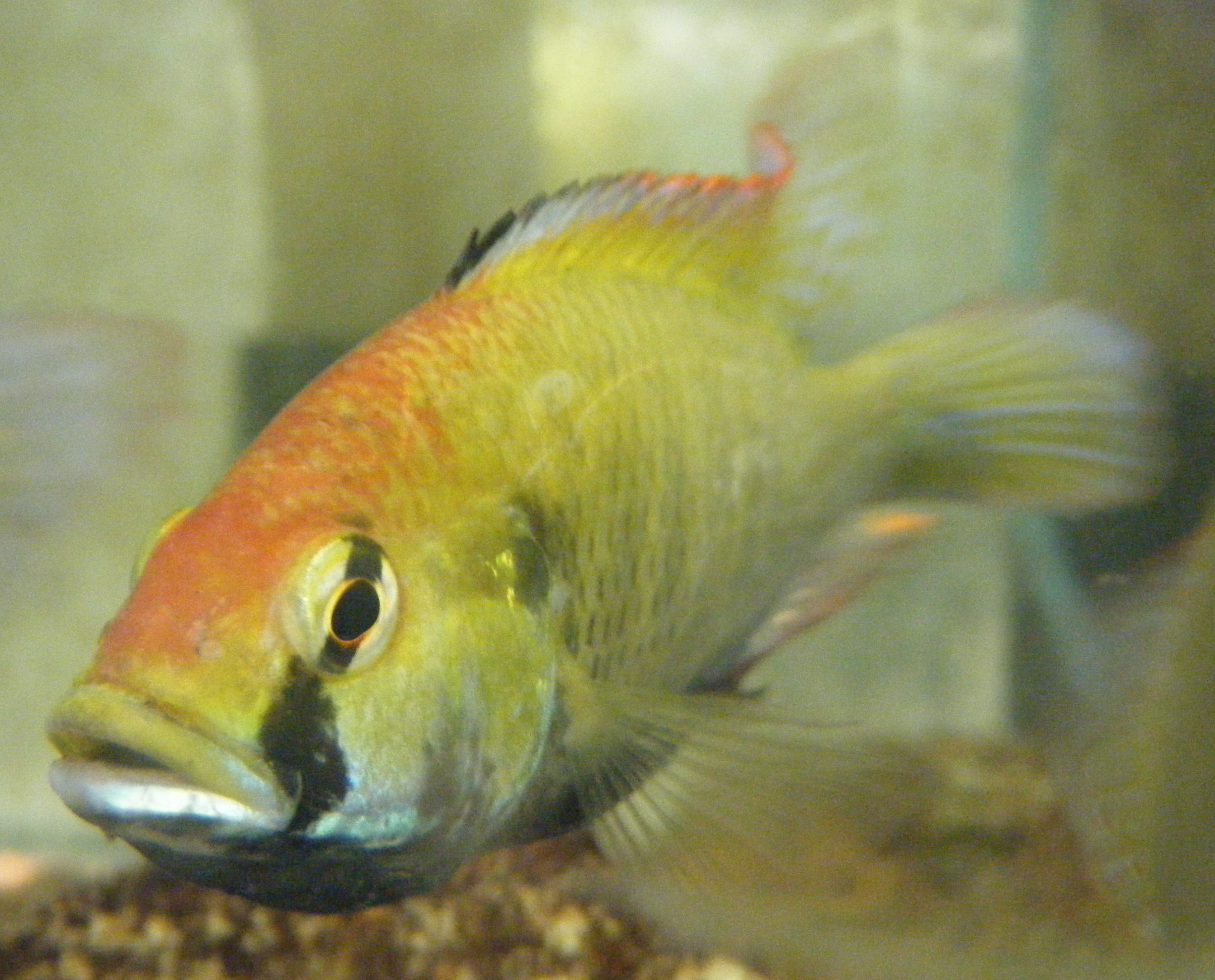
Mascle dAstatotilapia calliptera

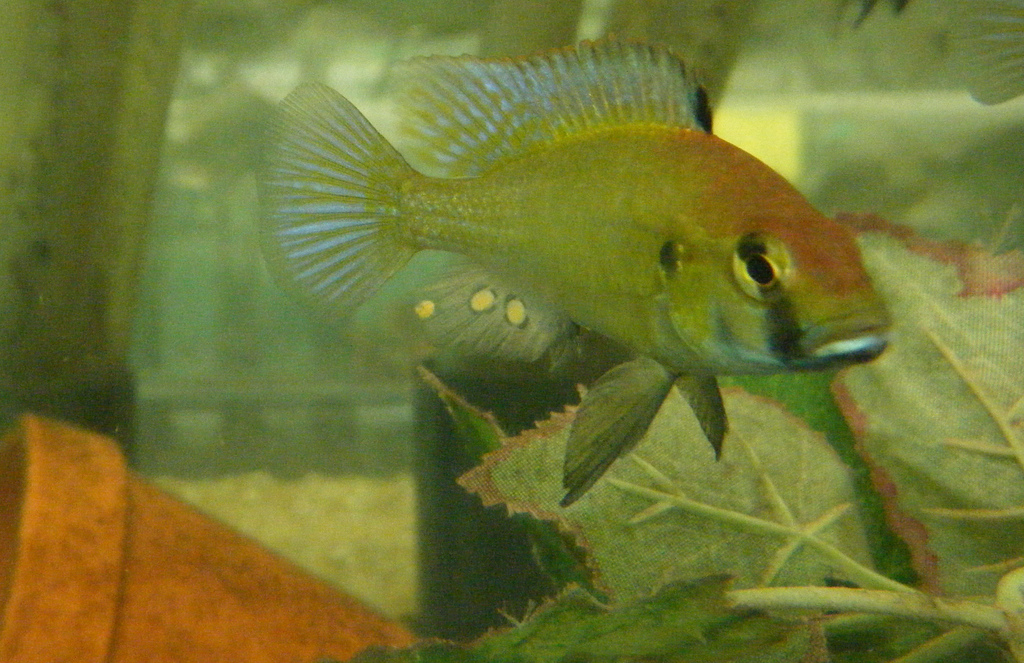
Astatotilapia sp. "Chilingali"

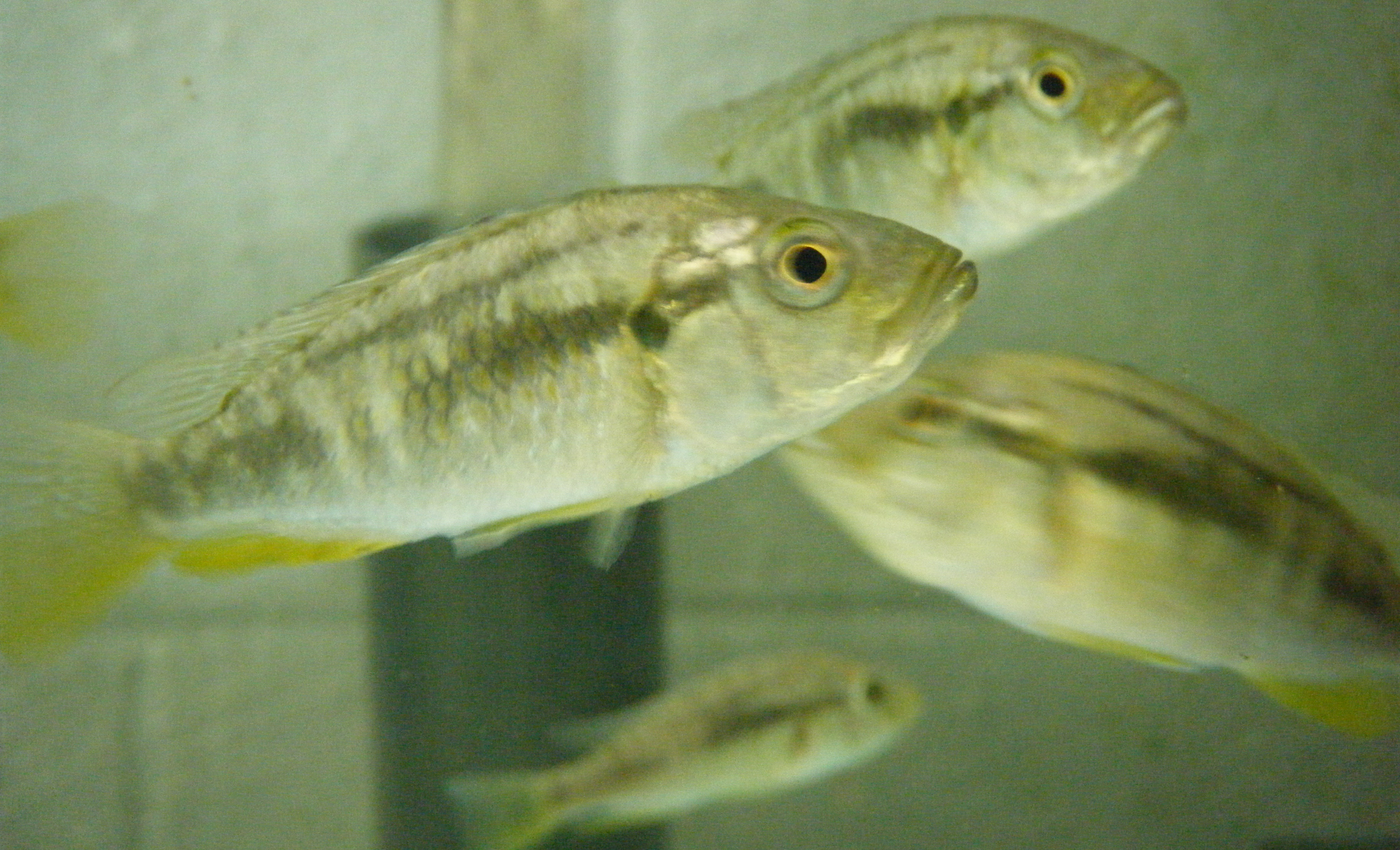
Femelles dAstatotilapia calliptera

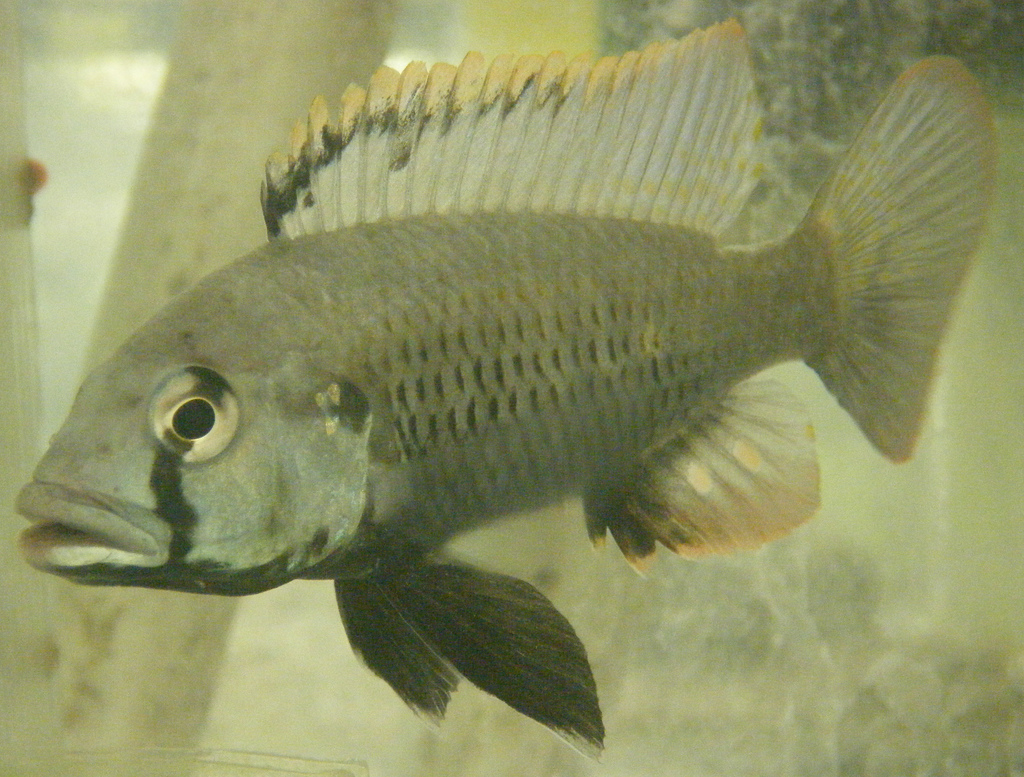
Mascle dAstatotilapia sp. "Chizumulu"

Astatotilapia és un gènere de peixos de la família dels cíclids i de l'ordre dels perciformes.

## Distribució geogràfica
Es troba a l'Àfrica oriental i a la conca del riu Jordà.

## Taxonomia
- Astatotilapia bloyeti (Sauvage, 1883)
- Astatotilapia burtoni (Günther, 1894)[4]
- Astatotilapia calliptera (Günther, 1894)[5]
- Astatotilapia desfontainii (Lacépède, 1802)
- Astatotilapia flaviijosephi (Lortet, 1883)[6]
- Astatotilapia paludinosa (Greenwood, 1980)[7]
- Astatotilapia stappersii (Poll, 1943)[8]
- Astatotilapia swynnertoni (Boulenger, 1907)[9]
- Astatotilapia tweddlei (Jackson, 1985)[10][11][12][13][14]